# الإدارة الأردنية للضفة الغربية
- إسرائيل، 15 مايو 1948
- الدولة العربية (الأراضي التي أدارتها مصر فبراير 1949، والأردن أبريل 1949)
- الدولة العربية (الأراضي التي احتلتها إسرائيل فبراير/أبريل 1949

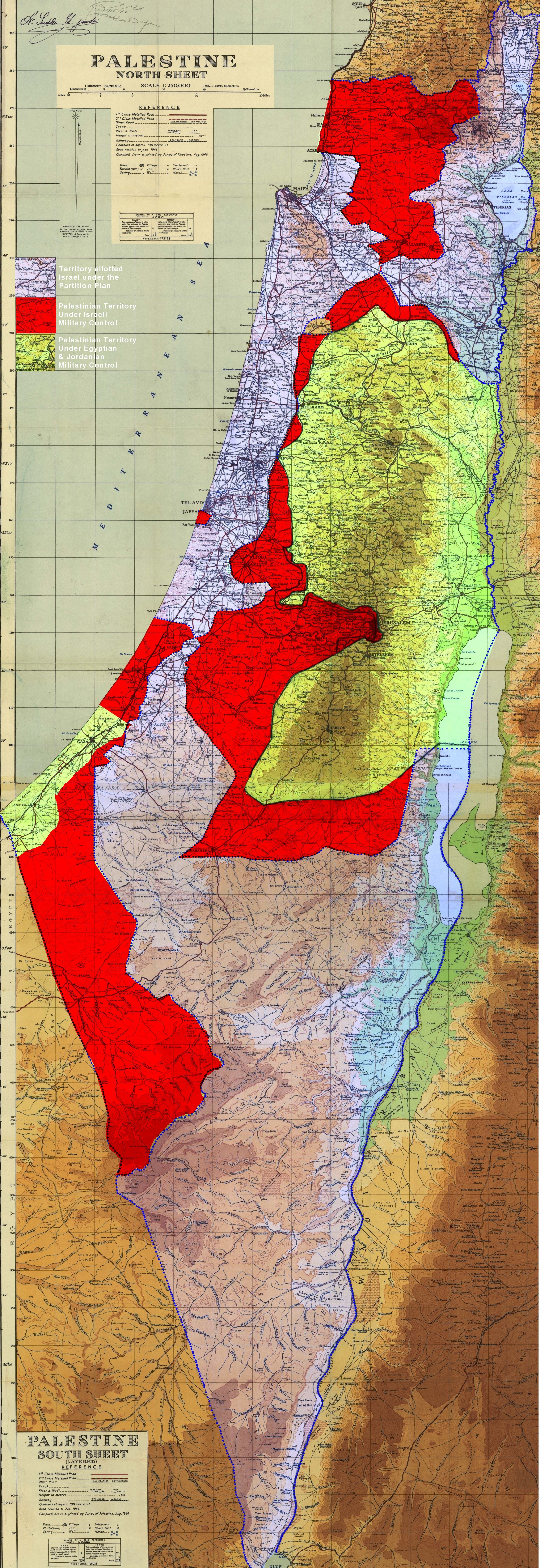
خطوط ترسيم الهدنة، 1949-1967

الإدارة الأردنية للضفة الغربية أو وحدة الضفتين هي الفترة التي ضمت فيها المملكة الأردنية الهاشمية جزءًا من فلسطين التاريخية تمثل بمنطقة الضفة الغربية من نهر الأردن بما فيها القدس الشرقية وذلك خلال وبعد الحرب العربية الإسرائيلية الأولى التي نجمت عن إنهاء الانتداب البريطاني في 14 مايو 1948، وإعلان المنظمات الصهيونية قيام دولة إسرائيل في اليوم التالي. بدات الإدارة الأردنية للضفة الغربية رسميا بتاريخ 12 يونيو 1950 وانتهت بقرار فك الارتباط بتاريخ 31 يوليو 1988.

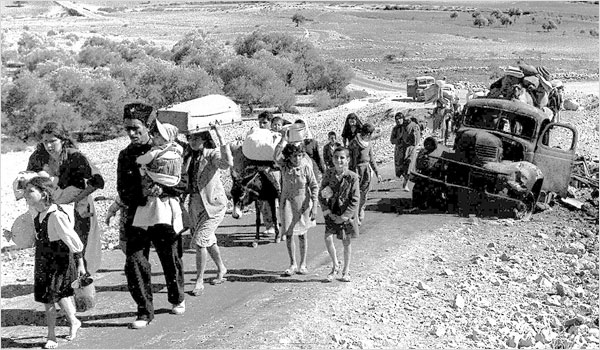
لاجئون فلسطينيون يفرون من مناطقهم في فلسطين خلال عام 1948.

بعد خروج القوات البريطانية من فلسطين نهاية يوم 14 مايو 1948، دخلت عدة جيوش عربية إليها لمنع قيام دولة يهودية فيها، وكانت هذه الجيوش تحت قيادة الملك عبد الله الأول. حيث تمكن جيش الأردن من السيطرة على الأحياء القديمة من مدينة القدس، وعلى باقي الأراضي التي أصبحت تعرف فيما بعد بالضفة الغربية وهي الأراضي الواقعة شرق فلسطين والمتاخمة لجزء كبير من نهر الأردن والبحر الميت وتضم مدن أريحا، وطوباس، وجنين، وطولكرم، وقلقيلية، وسلفيت، ونابلس، ورام الله والبيرة، وبيت لحم، والخليل.

## مؤتمرات الدعوة إلى الوحدة
أثناء فترة الحرب اجتمع ممثلون عن الفلسطينيين في 1 أكتوبر 1948 بمؤتمر في عمّان برئاسة سليمان التاجي الفاروقي، دعا المجتمعون فيه إلى وحدة أردنية-فلسطينية، وإلى مواصلة القتال وتزويد الفلسطينيين بالسلاح، وإلى مؤتمر أوسع يعلن فيه الفلسطينيون مبايعتهم للملك عبدالله ملكًا على فلسطين.
اجتمع الفلسطينيون مجددًا في مؤتمر بمدينة أريحا في 1 ديسمبر 1948، برئاسة محمد علي الجعبري، تزامنًا مع المؤتمر الذي عقدته الهيئة العربية العليا لفلسطين في غزة، وقرروا أنه لا بد لتحرير فلسطين من أن يتوحد العرب وحدة قومية شاملة تكون مقدمتها وحدة فلسطين مع الأردن، وعليه بايع المجتمعون الملك عبدالله ملكًا على فلسطين كلها، وحيَّوا الجيوش العربية التي شاركت في الحرب، ودعوا إلى وضع نظام انتخابي يمثل الفلسطينيين ويستشيرهم في أمورهم، وشددوا على ضرورة عودة اللاجئين إلى ديارهم، وإبلاغ هذه القرارات إلى كل من جامعة الدول العربية، وهيئة الأمم المتحدة، وممثلي الدول الأخرى. وقد أيد البرلمان الأردني يوم 13 ديسمبر 1948 مقررات هذا المؤتمر.

## تجاوز ردود الفعل وإعلان الوحدة

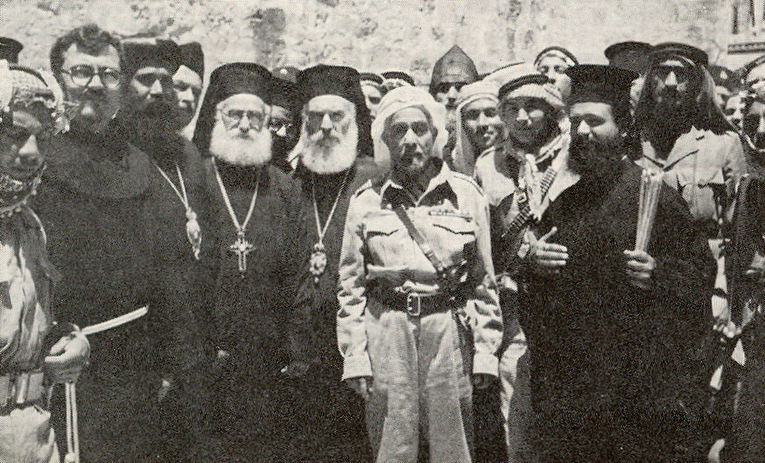
الملك عبدالله يزور مدينة القدس في 29 مايو 1948.

رفض الملك فاروق، وعبدالرحمن عزام أمين عام جامعة الدول العربية وعلماء الأزهر قرارات هذا المؤتمر وأعلنوا أن القرارات المعتمدة في مؤتمر غزة تحت قيادة الهيئة العربية العليا برئاسة أمين الحسيني، هي المرجع الوحيد لحل قضية فلسطين. كما شنت الصحف السورية هجومًا لاذعًا عليه، وتوسط نوري السعيد لدى الملك عبد الله للتريث في تنفيذ مقرراته القاضية بضم أجزاء من فلسطين إلى الأردن.
على إثر اللغط الذي أثارته ردود الفعل العربية على قرارات مؤتمر أريحا اجتمع الفلسطينيون مجددًا في مؤتمرين آخرين في رام الله في 26 ديسمبر 1948، وفي نابلس في 28 ديسمبر 1948، وأعادوا تأييد مقررات مؤتمر أريحا بالكامل ومبايعة الملك عبد الله على أن يبذل أقصى الجهد لتحرير ما احتل من فلسطين صونًا للقضية.
بعد إعلان الهدنة مع القوات الصهيونية في 3 إبريل 1949 ، التقى الملك عبدالله بشخصيات البلاد خلال جولة شملت كثيرًا من قرى ومدن فلسطين، وبايعوه، ثم باشرت السلطات الأردنية باتخاذ الإجراءات الدستورية الكفيلة بتحقيق الوحدة، حيث عُدِّلت حكومة توفيق أبو الهدى في مايو 1949 فشملت شخصيات فلسطينية، واستُحدثت وزارة للّاجئين في أغسطس 1949، وفي 11 إبريل 1950، أُجريت انتخابات نيابية بمشاركة الفلسطينيين.
في 12 أبريل 1950، شُكلت حكومة برئاسة سعيد المفتي، وصدر يوم 24 أبريل 1950، قرار الوحدة بين ضفتي نهر الأردن.
وكان نص القرار كالآتي:
تأكيداً لثقة الأمة، واعترافاً بما لحضرة صاحب الجلالة عبد الله بن الحسين، ملك المملكة الأردنية الهاشمية، من فضل الجهاد في سبيل تحقيق الأماني القومية،
واستناداً إلى حق تقرير المصير، وإلى واقع ضفتي (الأردن) الشرقية والغربية ووحدتهما القومية والطبيعية والجغرافية، وضرورات مصالحهما المشتركة ومجالهما الحيوي،
يقرر مجلس الأمة الأردني الممثل للضفتين في هذا اليوم الواقع في (7 رجب سنة 1369 الموافق لتاريخ 24 نيسان 1950) ويعلن ما يأتي:
- أولاً ـ تأييد الوحدة التامة بين ضفتي الأردن الشرقية والغربية واجتماعهما في دولة واحدة هي (المملكة الأردنية الهاشمية) وعلى رأسهما حضرة صاحب الجلالة الهاشمية الملك عبد الله بن الحسين المعظم وذلك على أساس الحكم النيابي الدستوري والتساوي في الحقوق والواجبات بين المواطنين جميعاً.
- ثانياً ـ تأكيد المحافظة على كامل الحقوق العربية في (فلسطين) والدفاع عن تلك الحقوق بكل الوسائل المشروعة وبملء الحق وعدم المساس بالتسوية النهائية لقضيتها العادلة في نطاق الأماني القومية والتعاون العربي والعدالة الدولية.
- ثالثاً ـ رفع هذا القرار الصادر عن مجلس الأمة بهيئتيه: الأعيان والنواب، الممثل لضفتي الأردن إلى حضرة صاحب الجلالة المعظم واعتباره نافذاً حال اقترانه بالتصديق الملكي السامي.
- رابعاً ـ إعلان وتنفيذ هذا القرار من قبل حكومة المملكة الأردنية الهاشمية حال اقترانه بالتصديق الملكي السامي وتبليغه إلى الدول العربية الشقيقة والدول الأجنبية الصديقة بالطرق الدبلوماسية المرعية.

## بين الوحدة والضم والاحتلال

### خلفية تاريخية
كانت فلسطين عام 1948، بما فيها قطاع غزة و‌الضفة الغربية وإسرائيل تحت إدارة الانتداب البريطاني وذلك بعد احتلالها من سلطة الإمبراطورية العثمانية خلال الحرب العالمية الأولى سنة 1917، وقد طبقت القوانين العثمانية بما يخص الأراضي في البلاد على جميع السكان من عرب ويهود، ومع ظهور نوايا بريطانيا العظمى لإنهاء الانتداب في هذه السنة تاق العرب السكان المحليون في البلاد إلى الاستقلال ككيان عربي، كما كان اليهود كذلك يودون تأسيس كيانهم السياسي اليهودي. ونتيجة للحرب ولخطوط الهدنة المرسومة على حدة بين إسرائيل وكل من مصر في 6 يناير 1949، و‌لبنان في 23 مارس 1949، والأردن في 3 أبريل 1949، و‌سوريا في 20 يوليو 1949، أصبحت فلسطين الانتدابية مجزّأة إلى ثلاثة أجزاء، جزءان عربيان منفصلان هما قطاع غزة في الغرب وقد أدارته المملكة المصرية، والضفة الغربية وأدارته المملكة الأردنية الهاشمية، وجزء يهودي أعلن فيه الصهاينة قيام دولتهم بناء على خطة تقسيم فلسطين المقرة من هيئة الأمم المتحدة في 29 نوفمبر 1947.

### المؤيدون
يحتج مؤيدو الوحدة بين الضفتين بأن الأردن وفلسطين كانتا ضمن وعد بلفور وأن الملك عبدالله نجح في إنقاذ شرق الأردن من الأطماع الصهيونية، كما نجح في الحفاظ على جزء كبير من فلسطين ولاسيما المقدسات وإبقائها بأيدي المسلمين، وأنه يحق له معاملة الفلسطينيين بشعارات ومؤسسات دولته بما أنه قد منح السكان حقوقًا متساوية مع أولئك في شرق الأردن.

### المعارضون
أما المعترضون على فكرة الوحدة بين الضفة والأردن فقد احتجوا بأن الأردن تعامل مع الضفة الغربية كأنها أرض أردنية، ولم يعط الفلسطينيين صفة مستقلة تميزهم عن الشرق أردنيين كما كان الوضع أيام الانتداب، وذلك أن المملكة فرضت شعارها ومؤسساتها الشرق أردنية على جميع المؤسسات والمنشآت الرسمية التي كانت من عهد الانتداب، وعينت حكامًا عسكريين للمناطق التي سيطرت عليها (مع العلم أن معظمهم كانوا فلسطينيي الأصل بما فيهم عارف العارف، وإبراهيم هاشم، وأحمد حلمي). كما فرض الأردن لباس قوات الشرطة الشرق أردنية وشعاراتها على أفراد الشرطة الفلسطينية، واستخدمت الطوابع البريدية الأردنية بدل الانتدابية البريطانية، وأصدرت تعليمات عبر إذاعة رام الله للسكان المحليين في الضفة بعصيان تعليمات الهيئة العربية العليا وطاعة تعليمات الحكام الأردنيين.

### الموقف الإسرائيلي

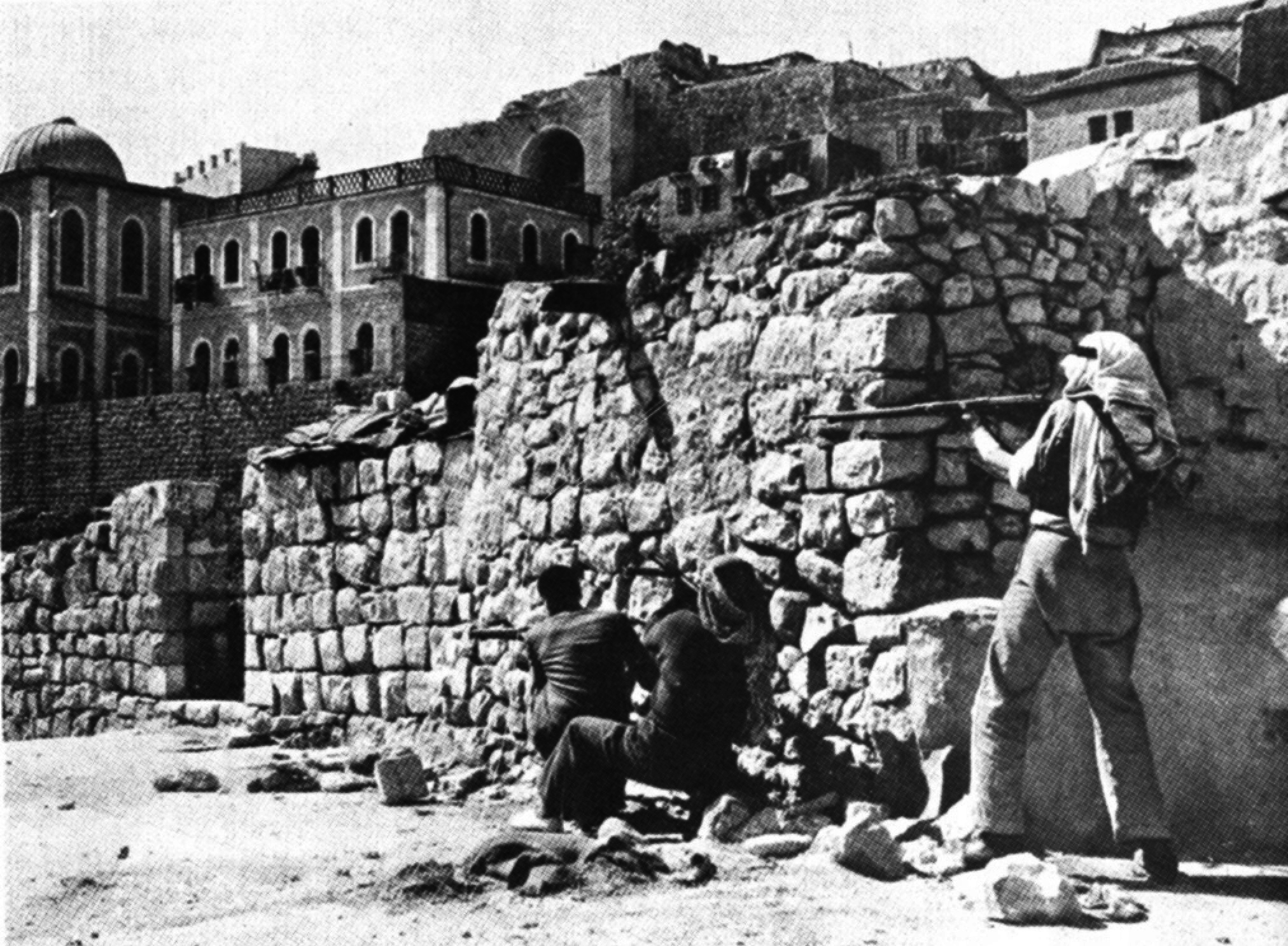
جندي عربي أثناء اشتباك مسلح في الحي اليهودي في القدس، مايو 1948.

أما على الجانب الإسرائيلي فإنه مع توقيع الهدنة وافقت إسرائيل عمليًّا على السيطرة الأردنية على الضفة الغربية بما فيها البلدة القديمة في القدس، إلا أنها كانت تعتبر تلك السيطرة احتلالًا[بحاجة لمصدر].
طلبت إسرائيل من الجانب الأردني سحب قواته المشرفة على سهل شارون، مقابل السماح له بإعادة موضعة قواته في الأماكن التي كان يسيطر عليها الجيش العراقي، كما شُكلت لجنة خاصة لترتيب التنقل الآمن بين القدس وجبل المشارف الذي يضم الجامعة العبرية في القدس على امتداد طريق اللطرون السريع، ومنح الإسرائيليين إمكانية زيارة أماكنهم المقدسة في القدس الشرقية. إلا أن هذه اللجنة لم تشكل ولم يُسمح للإسرائيليين بالعبور إلى شرق القدس، بل قامت السلطات الأردنية بطرد السكان اليهود من القدس، وهدم 34 كنيسًا يهوديًّا خلال الأعوام التسعة عشر التي حكمت فيها، واستخدمت كإسطبلات وحواضن دجاج، واستبدلت عدة أماكن تاريخية بمبانٍ حديثة، كما دُنست المقبرة اليهودية القديمة على جبل الزيتون، واستخدمت شواهد القبور للبناء ورصف الطرق والمراحيض؛ وبُني الطريق السريع المؤدي إلى فندق إنتركونتيننتال على قمة الموقع.

## الإدارة الأردنية للضفة

### الضم
وافق مجلس الوزراء البريطاني في مارس 1948 على قرار يقضي بألا تقف السلطات المدنية والعسكرية في فلسطين عائقًا أمام تأسيس دولة يهودية وأن تحول دون انتقال السكان من شرق الأردن إليها. كما فضلت الولايات المتحدة وبريطانيا أن يضم شرق الأردن إليه الأراضي العربية في فلسطين بناءً على قرار التقسيم، إلا أن الولايات المتحدة ارتأت أن يكون ذلك بعد اختتام لجنة المصالحة الفلسطينية مفاوضاتها في هذا الشأن. علمًا أن السلطات الأردنية منحت السكان العرب في الضفة الغربية الجنسية الأردنية في ديسمبر 1949 ، وهو ما نظر إليه عند العديد من الأطراف كجزء من خطة توسعية للملك عبد الله لتأسيس سوريا الكبرى. ووصف المحامي البريطاني إلياهو لوتربخت خطوة الضم بأنها «تفتقد لأي مبرر قانوني». وأيدت كل من المملكة العربية السعودية، ولبنان، وسوريا؛ مصر في مساعيها لطرد الأردن من جامعة الدول العربية ردًّا على قرار الضم. إلا أن تصويت اليمن والعراق عكس ذلك منع المضي في اتخاذ أي إجراءات من الجامعة العربية ضد الأردن. لكن بعد تقديم مذكرة أردنية بهذا الخصوص إلى جامعة الدول العربية اعتبرت في قرارها بتاريخ 12 يونيو 1950 أن الأردن وصي على الأراضي العربية في فلسطين بما لا يتعارض مع وضعها في المستقبل عند تطبيق التسوية النهائية لقضية فلسطين.

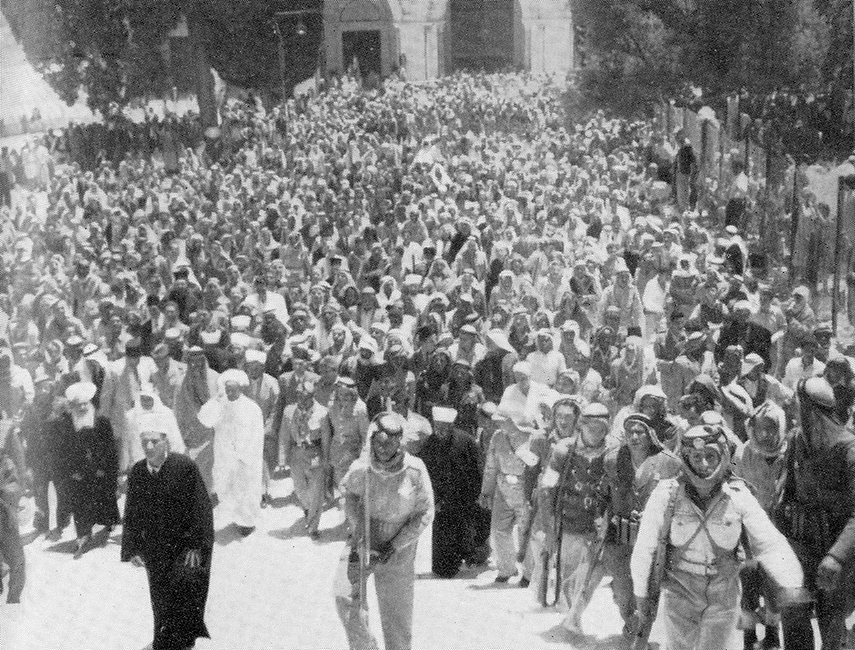
الملك عبدالله الأول (باللباس الأبيض) يغادر المسجد الأقصى قبل بضعة أسابيع من اغتياله، يوليو 1951.

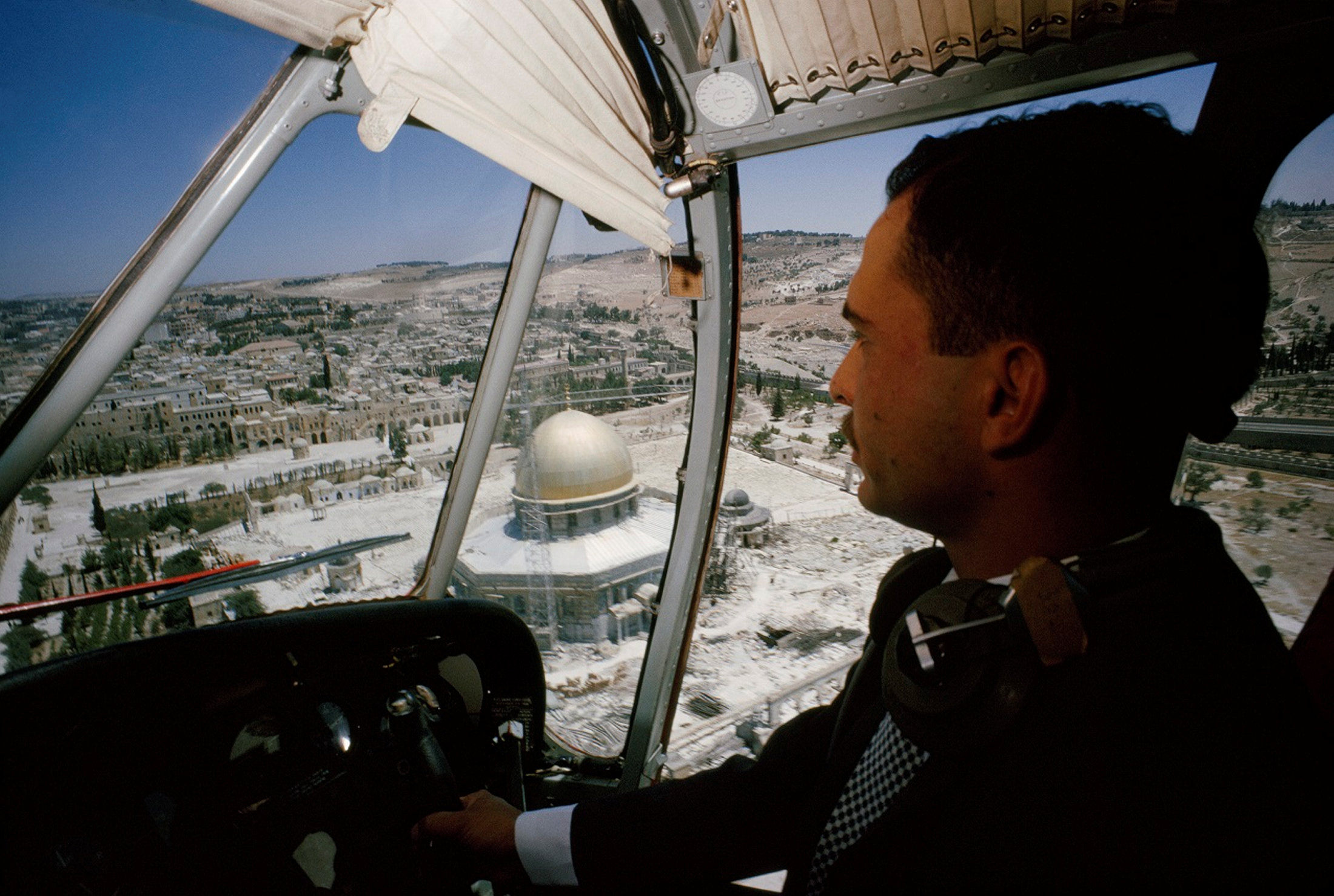
الملك حسين يحلق فوق المسجد الأقصى في القدس حين كانت تحت السيطرة الأردنية، 1965.

قامت بعض الجهات السياسية بتحريض السكان ضد مشروع الملك عبد الله في فلسطين، ففي 16 يوليو 1951 اغتيل رئيس الوزراء اللبناني رياض الصلح في عمان على صدى إشاعات أفادت بأن الأردن ولبنان يسعيان لعقد صلح مع إسرائيل، بعد 96 ساعة في 20 يوليو 1951 قام عضو من (الجهاد) باغتيال الملك عبد الله الأول في ساحة المسجد الأقصى في القدس، وذلك بناءً على الادعاء الأولي لمصادر أمنية، وقد قتل حراس الملك منفذ الاغتيال الذي كان يدعى مصطفى شكري عشي ويعتقد أنه أقدم على إطلاق ثلاث رصاصات إلى رأس وصدر الملك بتحريض مباشر من الضابط الأردني الفار إلى القاهرة عبدالله التل وخمسة آخرين، وهو ما نفاه التل بنفسه قائلًا في مؤتمر صحفي بالقاهرة: «لو اغتيل كلوب باشا لكنت من الممكن أن أكون متورطًا، لكن بالنسبة للملك عبد الله، فلا!».
أعلن الملك حسين القدس الشرقية عاصمة للمملكة الأردنية الهاشمية في 27 يوليو 1953، وأنها جزء لا يتجزأ من أراضي المملكة. وفي مؤتمر لمجلس الأمة الأردني انعقد في القدس عام 1960 أطلق عليها الملك حسين اسم «العاصمة الثانية للمملكة الأردنية الهاشمية».
رسميًّا لم تعترف بالضم سوى المملكة المتحدة والعراق وباكستان والولايات المتحدة، على أن وزارة الخارجية الأميركية استثنت القدس من الاعتراف، وكذلك فعلت بريطانيا لاحقًا حين حددت أن المعاهدة الأردنية البريطانية 1946 هي المرجع الرسمي لتحديد الأراضي التي تحت سلطة الأردن.

### الأوضاع السياسية والاقتصادية
منح اللاجئون الفلسطينيون في الضفة الغربية وشرق الأردن الجنسية الأردنية على العكس من نظرائهم في الدول العربية الأخرى. بالرغم من أن معظمهم لم يغادر المخيمات التي أنشأتها لهم وكالة الأونروا، وكان هؤلاء اللاجئون يمثلون ثلث سكان البلاد البالغ عددهم آنذاك مليونًا ونصف المليون نسمة. كما مُنح الفلسطينيون في الضفة الغربية ثلاثين مقعدًا نيابيًا بالمساواة مع مقاعد الضفة الشرقية، وقد عقدت الانتخابات الأولى في 11 أبريل 1950. ثم توالت العملية السياسية في البلاد على قدم المساواة بين الجميع حتى أجريت الانتخابات الأخيرة في الضفة في أبريل 1967، ثم تبع ذلك الاجتياح الإسرائيلي في السادس من يونيو 1967، فاستمر النواب الذين فازوا في هذه الانتخابات أنفسهم ممثلين عن الفلسطينيين في البرلمان الأردني حتى فك الارتباط سنة  1988.
استمرت المناكفات بين الأطراف العربية خلال عقدي الخمسينيات والستينيات وانقسم العالم العربي قسمين ضخمين خاضا حربًا باردة تمخضت عن ولادة منظمة التحرير الفلسطينية في القدس سنة 1964، وهي التي استغلها جمال عبدالناصر الرئيس المصري لفرض وجهة نظره في القضية الفلسطينية على الأطراف التي كان يسميها رجعية ومن أبرزها حكومة الأردن. لكنها أي الحكومة الأردنية كانت تتغاضى عن ممارسة الفدائيين الفلسطينيين لأعمالهم ضد إسرائيل على الرغم من تعرض الكثير من قرى ومدن الضفة الغربية لردود إسرائيلية انتقامية عنيفة.
كانت الأراضي الزراعية في الضفة الغربية تشكل عام 1966 نصف الأراضي الزراعية في المملكة ككل على الرغم من صغر مساحة الضفة الغربية مقارنة بالضفة الشرقية، وكان 43% من القوى العاملة في البلاد البالغ عددها 55 ألف عامل يعملون في مساحة تقدر بِـ 2300 كم2 من الأراضي الزراعية التي تنتج 80% من الفاكهة و40% من الخضراوات على مستوى المملكة ككل. وكان هناك 15 ألف عامل في الصناعة ينتجون ما يقارب 7% من الناتج القومي الإجمالي للمملكة، وقد خسر الأردن هذه المقومات بعد الاحتلال الإسرائيلي للضفة ولم يعوضها حتى عام 1983. كذلك كان للقطاع السياحي أهميته، ولقطاع البنوك حيث كان هناك 26 فرعًا لثمانية بنوك عربية تعمل في الضفة، وكان الدينار الأردني العملة الرسمية وقد استمر استخدامه هناك حتى الآن إلى جانب عملة دولة الاحتلال الشيكل الإسرائيلي.

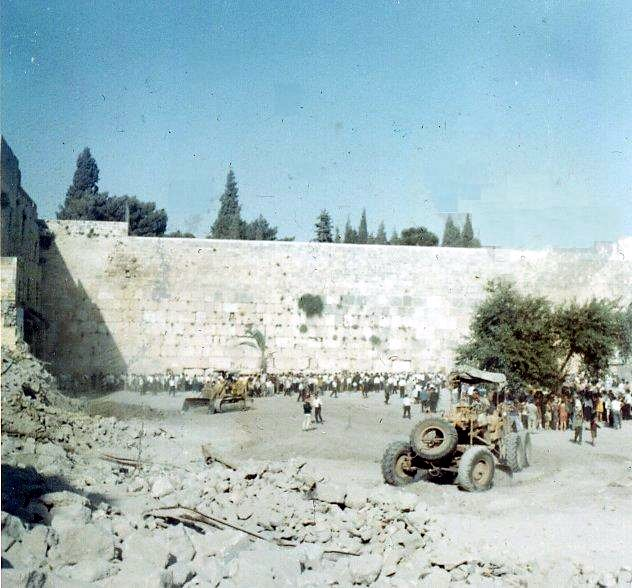
آليات إسرائيلية تزيل ركام حارة المغاربة التي هدمت مباشرة بعد احتلال القدس سنة 1967، لتوسيع الساحة أمام الحائط الغربي للحرم القدسي.

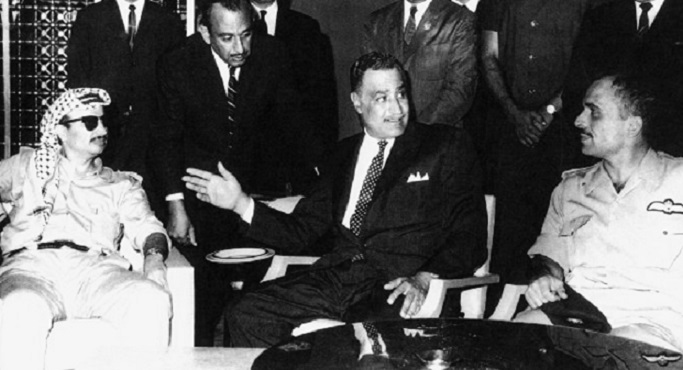
الرئيس المصري جمال عبدالناصر جالسًا بين الملك حسين عاهل الأردن وياسر عرفات رئيس منظمة التحرير الفلسطينية في محادثات إنهاء أحداث أيلول خلال القمة العربية، سبتمبر 1970.

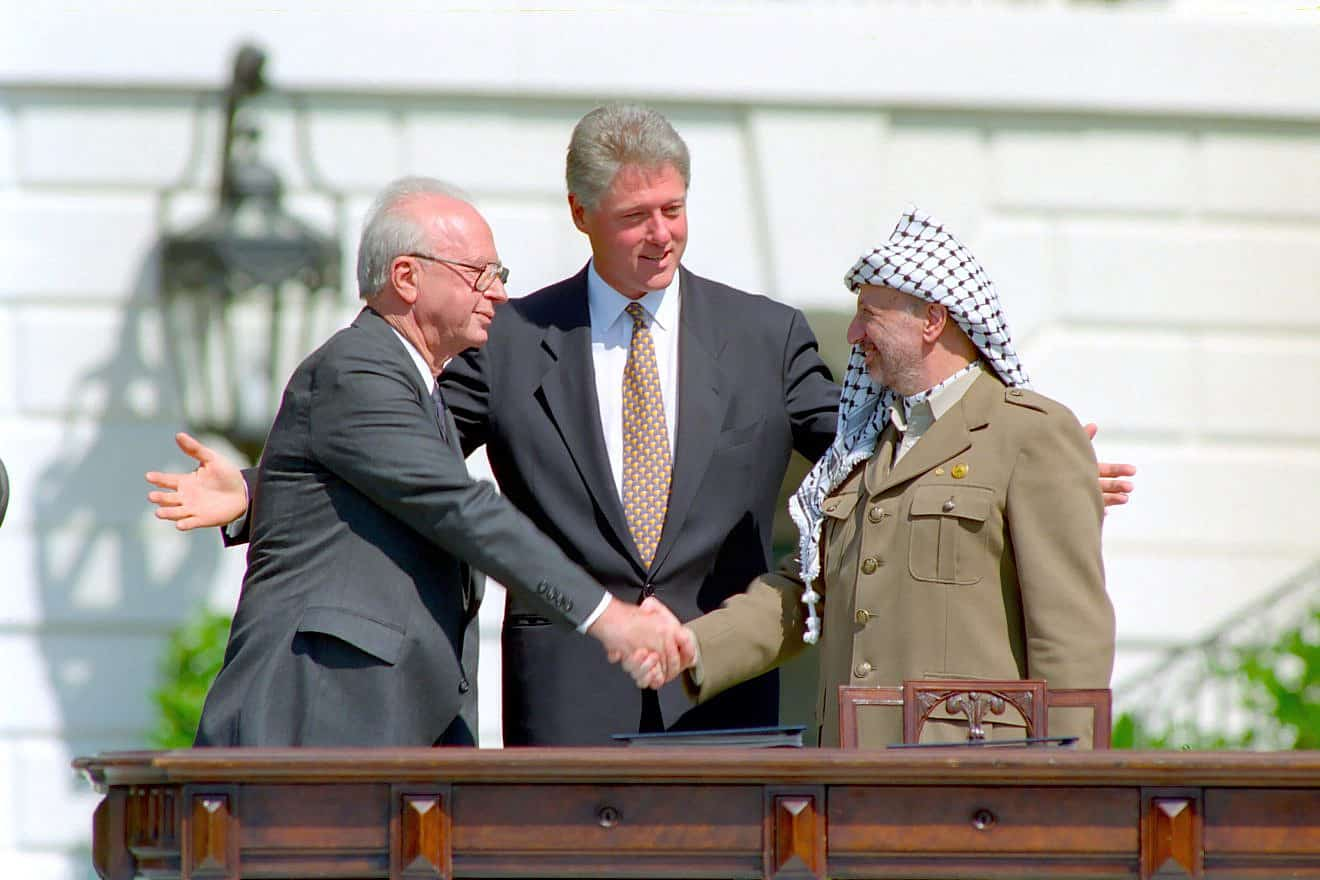
كان من أهم نتائج فك الارتباط بين المملكة الأردنية الهاشمية والضفة الغربية بدء محادثات السلام بين الفلسطينيين وإسرائيل، والتي انتهت بتوقيع اتفاقية أوسلو في 13 سبتمبر 1993، برعاية الولايات المتحدة الأميركية.

### الدخول إلى الأماكن المقدسة
قضت الهدنة الموقعة في 3 أبريل 1948 أن يسمح لليهود بزيارة الأماكن المقدسة في القدس، إلا أن السلطات الأردنية رفضت تنفيذ هذا القرار حتى تسمح إسرائيل لسكان القدس الغربية بالعودة إلى منازلهم، وكان يُطلب من السياح الأجانب إثبات أنهم ليسوا يهودًا ليتمكنوا من زيارة القدس. كذلك لم تشكل اللجنة المنصوص عليها في اتفاقية الهدنة لتنظيم شؤون زيارة الإسرائيليين إلى القدس الشرقية على الإطلاق. دُمر الحي اليهودي وكنيس الخراب واستخدمت بعض شواهد القبور من المقبرة اليهودية على جبل الزيتون لبناء مراحيض في معسكرات الجيش الأردني.

### بعد الاحتلال الإسرائيلي
وقعت كل الأراضي الفلسطينية التي كانت تحت السيطرة الأردنية مع نهاية حرب الأيام الستة تحت الاحتلال العسكري الإسرائيلي، ونزح ما يقارب 300.000 فلسطيني باتجاه شرق النهر. كما مُنحت المجموعات الدينية سيطرتها المباشرة على مقدسات كل منها، بما فيها إبقاء إسرائيل السيطرة الكاملة للوقف الإسلامي في القدس على مجمع المسجد الأقصى، المقدس عند اليهود والمسلمين، كما أقرت الطوائف المسيحية على مقدساتها[بحاجة لمصدر].
قامت إسرائيل بتغيير بعض المعالم في مدينة القدس القديمة، كما بدأت بمشاريع استيطانية يهودية في جميع الأراضي التي احتلتها خلال حرب 1967، بما فيها القدس الشرقية والضفة الغربية. عشية الاحتلال الإسرائيلي كانت الضفة الغربية تمثل 40% من الناتج القومي الإجمالي الأردني، وما بين 34% و40% من ناتجها الزراعي، وما يزيد عن نصف قوتها العاملة، على الرغم من تخصيص ثلث الاستثمارات فيها ولا سيما في قطاع البناء والإسكان.
كان الاقتصاد الإسرائيلي في السنتين السابقتين للاحتلال تحت ركود شديد، إلا أنه ازدهر في السنوات من 1967 وحتى 1974 على الرغم من الفارق الكبير في الدخل بين الجهتين الذي كان يتعدى العشرة أضعاف لصالح الجانب الإسرائيلي.
بلغ الناتج المحلي الإجمالي لاقتصاد الضفة الغربية 1.349 دولارًا للفرد، مع تعداد سكان يبلغ 585.500 نسمة منهم لاجئون بنسبة 18%، ونمو سكاني يبلغ 2%، مقارنة بالنمو في قطاع غزة البالغ 3% نظرًا لهجرة عدد كبير منهم إلى الأردن بحثًا عن عمل أو هربًا من الاحتلال. أعطت المنتجات الزراعية في الضفة دفعة قوية للصناعات الإسرائيلية، وكانت الزراعة تمثل 37% من الإنتاج إلى جانب 13% من الصناعة.
كانت الضفة الغربية تتمتع بمعدل نمو اقتصادي قوي تراوح بين 6 و8% خلال فترة الحكم الأردني، إلا أنه مع بداية الاحتلال الإسرائيلي تراجع هذا المعدل ولم يعد الاقتصاد قادرًا على تحصيل تكاليف التصدير.

## فك الارتباط
استمر الأردن في دفع رواتب الموظفين الرسميين وإدارة المؤسسات الرسمية المحلية بما فيها المؤسسات التعليمية والصحية والدينية. كما جرت أحداث شرق الأردن بين الأردن حكومة والفلسطينيين المنضمين تحت لواء منظمة التحرير الفلسطينية فيما عرف فيما بعد بأحداث أيلول، مما عمق الهوة بين الطرفين. وأعلن الملك الحسين خطة للوحدة الفيدرالية بين الأردن وفلسطين تحت اسم (المملكة العربية المتحدة)، إلا أنها جوبهت برفض واسع من جميع الأطراف المعنية بالقضية الفلسطينية. أقرت جامعة الدول العربية في مؤتمر الرباط عام 1974؛ أن منظمة التحرير الفلسطينية هي الممثل الشرعي والوحيد للشعب الفلسطيني.
اندلعت أوخر عام 1987 انتفاضة فلسطينية على الاحتلال الإسرائيلي وكان واضحًا أن الفلسطينيين يريدون الاستقلال، مما دعا الملك حسين في 28 يوليو 1988 لإلغاء 1.3 مليار دولار أمريكي مخصصة للتنمية في الضفة الغربية لتمكين منظمة التحرير من أخذ مسؤوليتها في إدارة الأراضي الفلسطينية المحتلة، كما قام بعد ذلك بيومين بحل المجلس النيابي الذي يضم أعضاء من الضفة الغربية. وفي اليوم التالي 31 يوليو 1988 أعلن العاهل الأردني الملك حسين في خطاب متلفز قرار فك الارتباط مع الضفة الغربية، وكان من بنوده استثناء السيطرة الأردنية على المقدسات الإسلامية والمسيحية في القدس لصالح المملكة. والاعتراف بمنظمة التحرير الفلسطينية ممثلًا شرعيًّا ووحيدًا للشعب الفلسطيني.
أتاح هذا القرار لمنظمة التحرير الفلسطينية أن تعلن قيام دولة فلسطين في 5 ربيع الثاني 1409هـ الموافق 15 نوفمبر 1988 في مؤتمر عقد للمجلس الوطني الفلسطيني في الجزائر، وأن يصبح رئيس منظمة التحرير رئيسًا لدولة فلسطين، حيث انتخب المجلس المركزي في المنظمة في 2 أبريل 1989 ياسر عرفات رئيسًا لدولة فلسطين وفاروق القدومي وزيرًا للخارجية.
عقد في الفترة من 30 أكتوبر وحتى 1 نوفمبر 1991 مؤتمر للسلام بين إسرائيل وجيرانها العرب في مدينة مدريد الإسبانية برعاية الولايات المتحدة الأمريكية والاتحاد السوفيتي، وقام بتمثيل الأردن وفلسطين وفد مشترك، وبعد سنتين قام الفلسطينيون والإسرائيليون بتوقيع اتفاق أوسلو المبدئي في واشنطن في 13 سبتمبر 1993، قضى بتسليم إسرائيل الأراضي الفلسطينية لمنظمة التحرير بالتدريج. فقام الأردن في العام التالي بتوقيع اتفاقية وادي عربة مع إسرائيل أنهت عقودًا من الصراع وانتهت باعتراف الطرفين كل بالآخر.